# Przyborze (Kołczygłowy)
Przyborze (deutsch Lindenbusch) ist ein Dorf in der Landgemeinde Kołczygłowy (Alt Kolziglow) im Powiat Bytowski (Bütower Kreis).der polnischen Woiwodschaft Pommern.

## Geographische Lage
Das Dorf liegt in Hinterpommern, etwa 26 Kilometer nordöstlich von Miastko (Rummelsburg i. Pom.), 14  Kilometer westsüdwestlich von  Bytów (Bütow), zehn Kilometer südsüdöstlich des Kirchdorfs  Kołczygłowy  (Alt Kolziglow) und drei Kilometer östlich des Dorfs Łubno (Lubben).
Östlich des Dorfkerns fließt das Flüsschen Camenz, das früher die Gemarkungsgrenze des Dorfs bildete.

## Geschichte

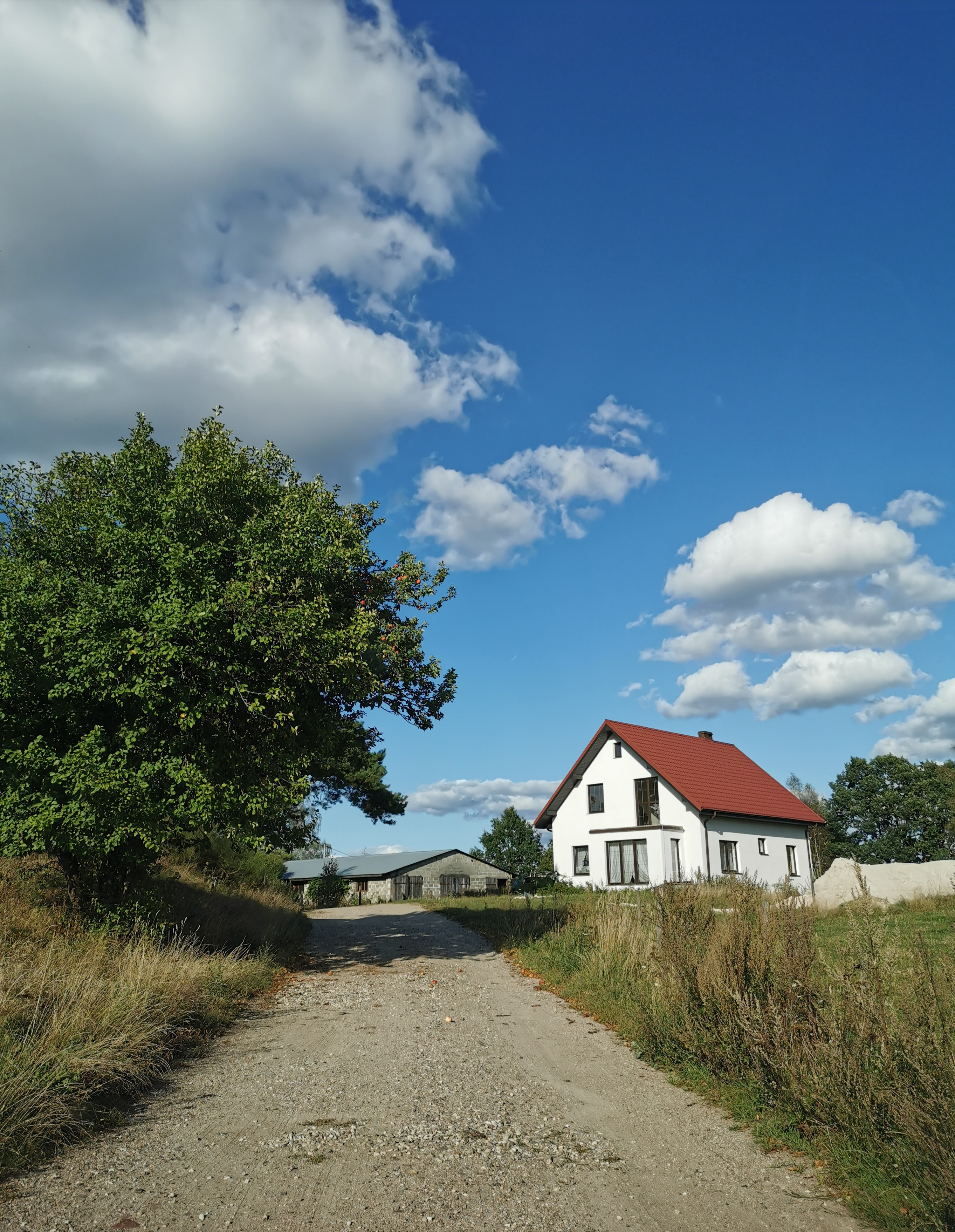
Landwirtschaftliches Anwesen mit dem zu einem Wohnhaus umgebauten ehemaligen Schulgebäude von Lindenbusch (2019)

Lindenbusch, nordöstlich von Rummelsburg und südsüdöstlich des Kirchdorfs Alt Kolziglow, auf einer Landkarte von 1915

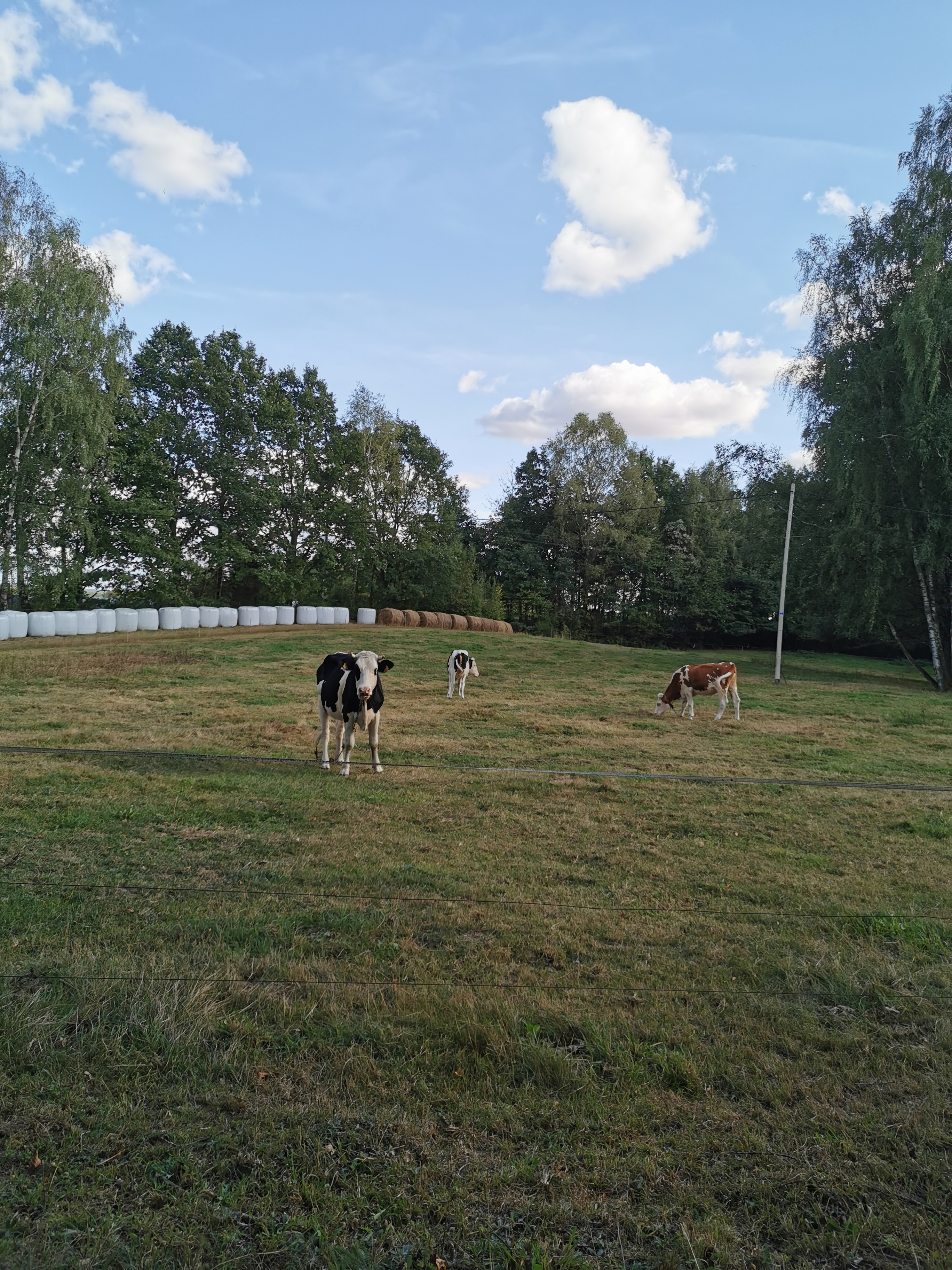
Kuhweide (2019)

Auf dem Gut Lindenbusch, einem alten Puttkamerschen Lehen, saß um 1782 Anton Ludwig von Puttkamer. Laut Vasallen-Tabelle befand sich um 1804 der 56 Jahre alte Jacob Georg Gottlieb von Puttkamer (1748–1823) im Besitz von Lindenbusch. Um 1856 befand sich das Lehen Lindenbusch im Besitz eines Herrn Maass, Kaufmann in Köslin. Vor 1861 gehörte das Rittergut Lindenbusch mit Charlottenthal und Neufeld dem Heinrich Werner von Lettow-Vorbeck (1821–1876), vormals auf Klein Schwirsen (bis 1852), vermählt seit 1842 mit Ottilie von der Goltz (1821–1878). Nach den Verzeichnissen der Pommerschen Ritterschaft gehörte das Gut Lindenbusch am 1. Januar 1862 einem Herrn Holz auf Manow (Kreis). 1860 gehörte das Lehen Lindenbusch einem Herrn Holz in Manow. Um 1884 besaß das Rittergut Lindenbusch mit Mühle ein Herr Neumann, 1892 ein Herr Schröder,  dann ein Herr Melchert. Es wurden anschließend Rentengüter gebildet. Das Restgut erwarb August Grützmacher, der es bis 1945 besaß.
Am 15. Mai 1905 wurden Teile des Gutsbezirks Lindenbusch zur Bildung der Landgemeinden Franzdorf und Neufeld herangezogen, und das Restgut Lindenbusch wurde in die Landgemeinde Lindenbusch eingegliedert.
Am 1. Dezember 1913 wurden auf der 399,3 Hektar großen Gemarkungsfläche der Landgemeinde Lindenbusch 26 viehhaltende Haushaltungen gezählt, die zusammen 39 Pferde, 141 Stück Rindvieh, 15 Schafe und 206 Stück Borstenvieh hielten.
Am 1. April 1927 hatte der Forstgutsbezirk Krummbach eine Flächengröße von 1580 Hektar, und am 16. Juni 1925 hatte der Gutsbezirk elf Einwohner. Am 1. Januar 1929 wurde der Forstgutsbezirk Krummbach in die Landgemeinde Lindenbusch eingegliedert.
Anfang der 1930er Jahre hatte die Landgemeinde Lindenbusch eine Flächengröße von 19,8 km². Innerhalb der Gemeindegrenzen standen insgesamt 26 bewohnte Wohnhäuser an vier verschiedenen Wohnstätten:
1. Adolfshof
2. Forsthaus Barkotzen
3. Lindenbusch
4. Poltermühle (ehemalige Wassermühle nördlich von Lindenbusch)

Um 1935 gab es im Dorf Lindenbusch unter anderem einen Gemischtwarenladen, eine Mühle und eine Schmiede.
Die Landgemeinde Lindenbusch gehörte im Jahr 1945 zum Landkreis Rummelsburg im Regierungsbezirk Köslin der preußischen Provinz Pommern des Deutschen Reichs und war dem Amtsbezirk Lubben zugeordnet. Das Standesamt befand sich in Lubben.
Gegen Ende des Zweiten Weltkriegs wurde Lindenbusch Anfang März 1945 von der Roten Armee besetzt.
Anschließend wurde Lindenbusch zusammen mit ganz Hinterpommern von der Sowjetunion der Volksrepublik Polen zur Verwaltung überlassen. In der Folgezeit wurde die einheimische Bevölkerung von der polnischen Administration aus Lindenbusch vertrieben. Der Ortsname Lindenbusch wurde zu „Przyborze“ polonisiert.
Zu Kampfhandlungen war es in Lindenbusch im Zweiten Weltkrieg nicht gekommen. Das Dorf wurde in den Nachkriegsjahren mit Ausnahme des Schulgebäudes vollständig abgebrochen. Heute wird das Dorfgelände von einem einzigen polnischen Landwirt bewirtschaftet, der in dem ehemaligen Schulgebäude wohnt, das zu einem Wohnhaus umgebaut wurde. Er züchtet Rinder, die hier weiden.

### Demographie
| Jahr | Einwohner | Anmerkungen |
| ---- | --------- | --- |
| 1782 | –         | adliges Gut mit einer Wassermühle, vier Bauernhöfen, auf der Feldmark dem Vorwerk Neuenfeld (Neufeld) und den Siedlungen Charlottenthal und Antonswalde, 16 Feuerstellen (Haushaltungen) sowie Fichten-, Buchen- und Eichenholzungen, zu Lubben in der Stolpschen Synode eingepfarrt |
| 1818 | 086       | Dorf, adlige Besitzung, und Mühle, zum Kirchspiel Alt Kolziglow gehörig |
| 1852 | 189       | Dorf |
| 1864 | 451       | am 3. Dezember, Gemeindebezirk mit 58 Einwohnern und einem Fächenihhalt von 364,30 Morgen sowie Gutsbezirk mit 393 Einwohnern und einem Flächeninhalt von 4721,38 Morgen |
| 1867 | 438       | am 3. Dezember, davon 56 im Gemeindebezirk und 382 im Gutsbezirk |
| 1871 | 382       | am 1. Dezember, davon 38 im Gemeindebezirk (sämtlich Evangelische) und 344 im Gutsbezirk (sämtlich Evangelische) |
| 1885 | 402       | am 1. Dezember, Gemeindebezirk mit einem Flächeninhalt von 93 Hektar und 53 Einwohnern (sämtlich Evangelische) und Gutsbezirk mit einem Flächeninhalt von 993 Hektar und 349 Einwohnern (345 Evangelische, vier Katholiken).                                                         |
| 1895 | 428       | am 2. Dezember, Gemeindebezirk mit einem Flächeninhalt von 93,2 Hektar und 45 Einwohnern (sämtlich Evangelische) sowie Gutsbezirk mit einem Flächeninhalt von 990,6 Hektar und 383 Einwohnern (sämtlich Evangelische)                                                                |
| 1910 | 188       | am 1. Dezember, davon in der Landgemeinde und im Gutsbezirk |
| 1925 | 212       | darunter 209 Evangelische und drei Katholiken |
| 1933 | 184       | [ 22 ] |
| 1939 | 161       | [ 22 ] |

## Kirche

### Kirchspiel bis 1945
Die vor 1945 in Lindenbusch anwesenden Dorfbewohner waren größtenteils evangelischer Konfession. Die evangelischen Einwohner gehörten zum evangelischen Kirchspiel Alt Kolziglow im Kirchenkreis Schlawe in der Kirchenprovinz Pommern der Evangelischen Kirche der Altpreußischen Union.
Ds katholische Kirchspiel war in Rummelsburg i. Pom.

### Kirchspiel seit 1946
Die seit 1945 und Vertreibung der Einheimischen hier lebende polnische Dorfbevölkerung ist größtenteils römisch-katholisch und gehört der Römisch-katholischen Kirche in Polen an.
Hier lebenden evangelische Kirchenglieder werden von der Evangelisch-Augsburgischen Kirche in Polen betreut. Das zuständige Pfarramt ist das der Kreuzkirche in Słupsk (Stolp).

## Persönlichkeiten
- Franz Karl Ludwig A l e x a n d e r von Puttkamer (1787–1843), königl. preußischer Lieutenant a. D., war Gutsherr auf Reinfeld (verkauft 1839) und Lindenbusch[23]